# Addrup
Addrup ist eine Ortschaft in der Gemeinde Essen (Oldenburg) in Niedersachsen mit rund 300 Einwohnern.

## Namensherkunft
Die Bauerschaft Adathorpe wird in der ältesten Urkunde aus dem Jahre 950 genannt. Der Name änderte sich im Lauf der folgenden Jahrhunderte: 1340 Addorpe, 1376 Adorpe. Ein Freigericht bestand im Mittelalter in Addrup. Es gehörte den Grafen von Tecklenburg, die hier großen Landbesitz hatten und auf Besitzungen grafschaftliche Rechte ausübten. Aus alten Aufzeichnungen ist bekannt, dass acht Addruper Familien ihren Stammbaum über 500 Jahre zurückführen können.

## Lage
Die Bauerschaft Addrup wird umgrenzt von den Ortschaften Bevern, Calhorn, Gut Lage, Lüsche und Uptloh. Addrup befindet sich im Landkreis Cloppenburg.

## Ansässige Unternehmen
Addrup ist der Hauptsitz des Lebensmittelkonzerns Wernsing Feinkost, der 1962 dort gegründet wurde.

## Persönlichkeiten

### Geboren in Addrup
- Johann Heinrich Kroger (1816–1880), Vater des US-Geschäftsmanns Bernard Kroger
- Caspar Heinrich Borges (1826–1890), Bischof von Detroit
- Bernhard Dinkgrefe (1858–1931), Pastor primarius der Katholiken in Hamburg, Mitglied der Hamburgischen Bürgerschaft
- Clemens große Macke (* 1959), ehemaliges Mitglied des Niedersächsischen Landtags